# 陳拱
陳拱，字耀和，浙江溫州府永嘉縣人，明朝政治人物、進士出身。
洪武四年，會試二十七名，登進士三甲，授山東省東平府東阿縣縣丞。